# Струмок (Коростенський район)
Струмо́к — село в Україні, в Коростенському районі Житомирської області. Населення становить 39 осіб.
До 27 лютого 1961 року носило назву Рудня-Мошна (Рудня Мошинська).

## Географія
Селом протікає річка Уж.

## Історія
В середині XVII сторіччя вчений-социніанин із Ґданська Даніель Цвікер через переслідування за свої релігійні погляди був змушений переховуватися на Поліссі в землях маєтку місцевих социніан шляхтичів Немиричів, де він займався лікарською практикою та досліджував фауну поліських боліт. В 1650 році за сприяння Немиричів Даніель Цвікер видає в Ґданську мапу боліт Полісся, на якій показані величезні угіддя Немиричів, ймовірно ґрунтовану на попередніх обмірах місцевості 1640-х років кейданського інженера та картографа Юзефа Нароновича-Наронського, на цій мапі вчений зазначив поширення кошенілі (Porphyropha polonica), з личинок якої в середньовіччя виготовляли цінний барвник червоного кольору — кармін. Ця мапа стала одним з найдетальніших зображень центрального Полісся. На ній вперше зустрічаємо напис Мошна (Moszna). З мапи видно, що поселення лежить на протилежному березі річки Уж, по сусідству лежить село Пугачівка, а Мошна за легендою мапи має позначку civitas, що означає «містечко».
Назву Мошна зустрічаємо в книзі тарифів подимного податку Київського воєводства 1754 року.
А назва Рудня Мошна вперше зустрічається в 1830 році в метричній книзі про народження Ушомирського костелу. Підприємства з виробництва заліза на поліських болотах багатих на болотну руду почали з'являтись ще у XIV сторіччі. Рудні зазвичай засновували біля поселень на річках і вони швидко обростали хатами працівників рудні, перетворюючись на самостійні поселення, але в назві зберігався означник, відгалуженням якого села є ця рудня. Так утворилась назва Рудня Мошна. Працівники, які поселялись, щоб працювати на руднях, були вільними людьми, часто це були люди з декласованої середньої та дрібної шляхти католицького та греко-католицького віросповідання.
У 1906 році село Ушомирської волості Житомирського повіту Волинської губернії. Відстань від повітового міста 80 верст, від волості 8. Дворів 25, мешканців 152.

## Населення

### Мова
Розподіл населення за рідною мовою за даними перепису 2001 року:
| Мова       | Кількість | Відсоток |
| ---------- | --------- | -------- |
| українська | 39        | 100%     |

## Галерея

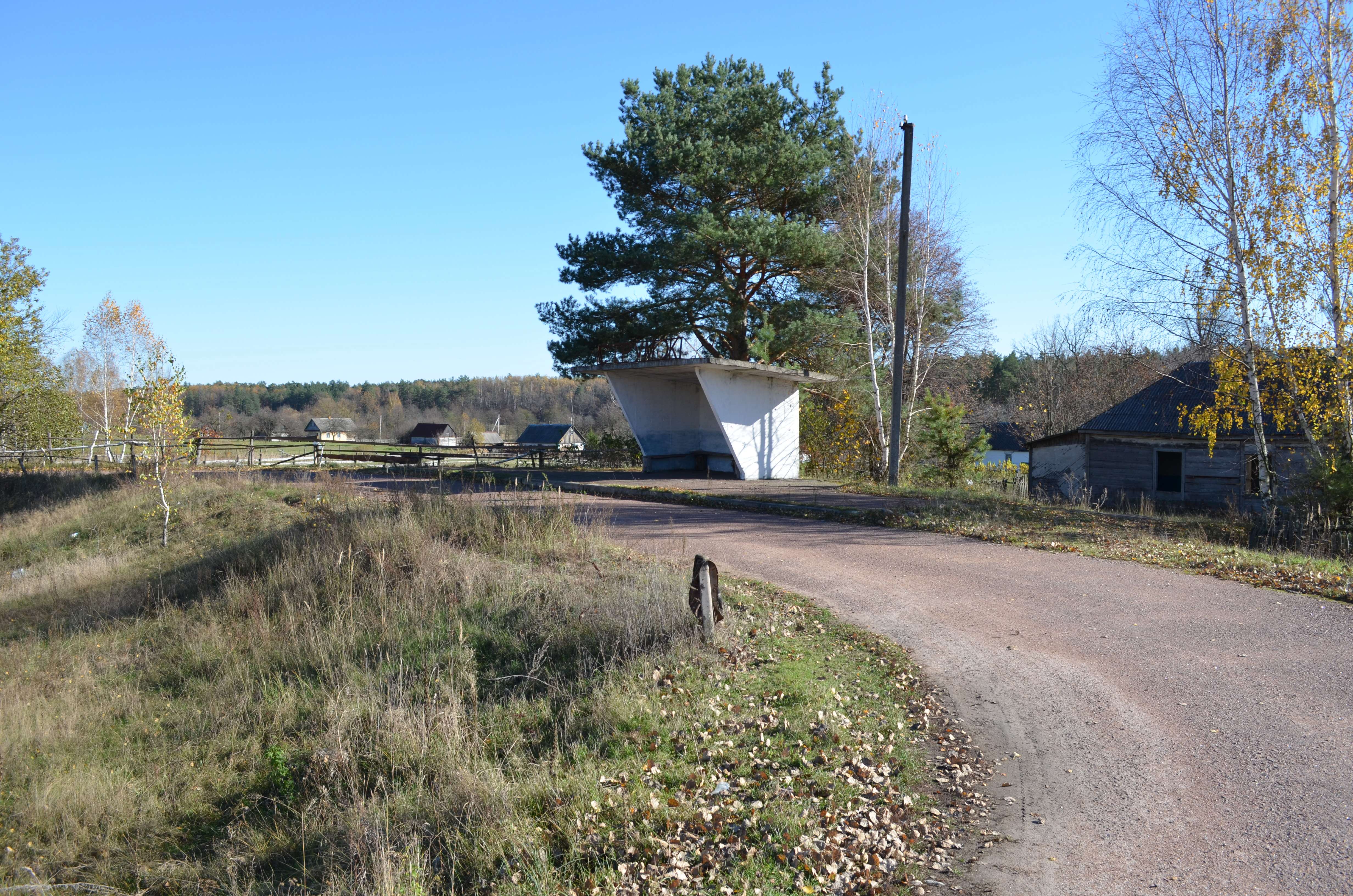
Автобусна зупинка
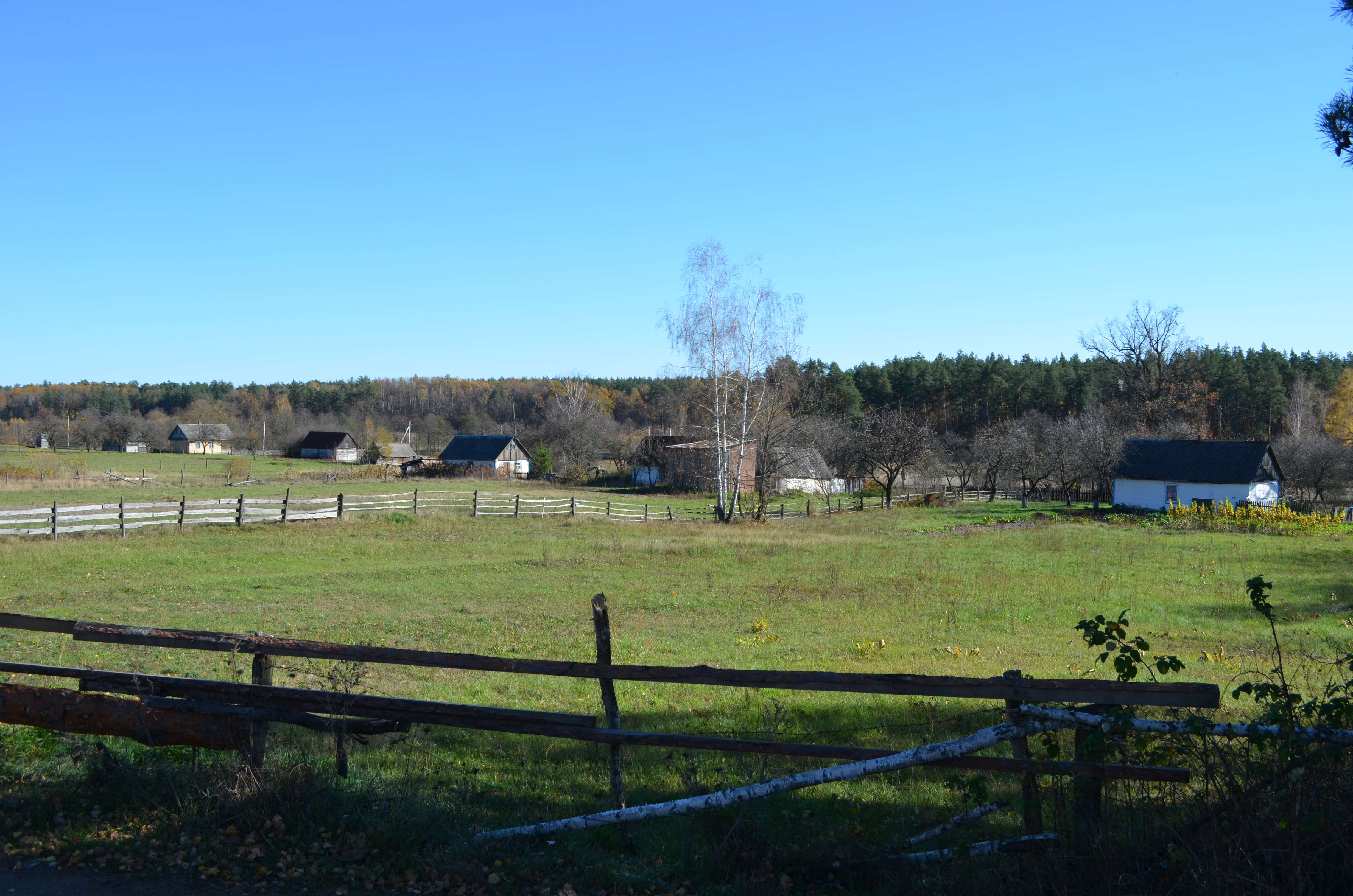
Панорама села
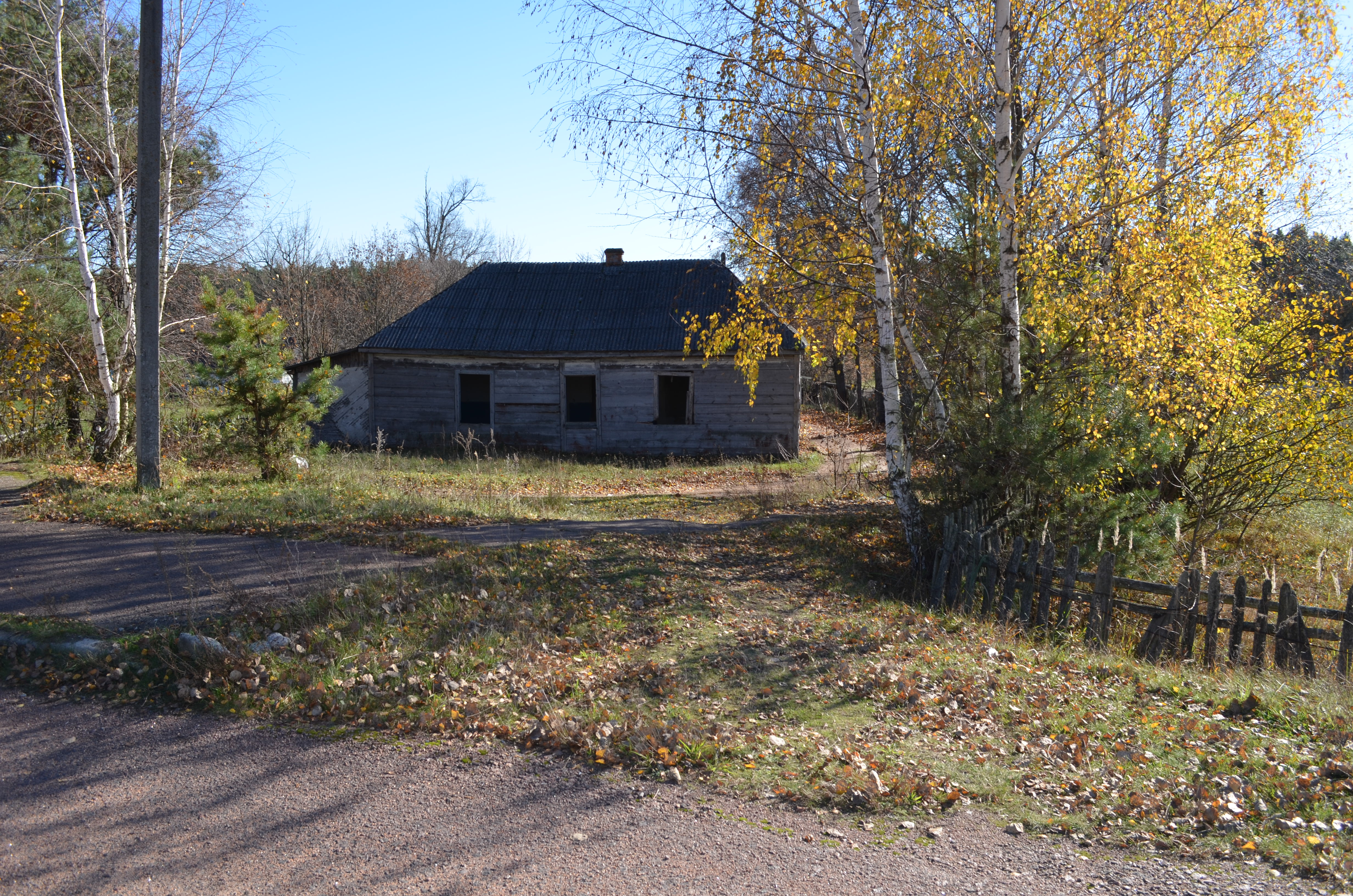
Порожня хата
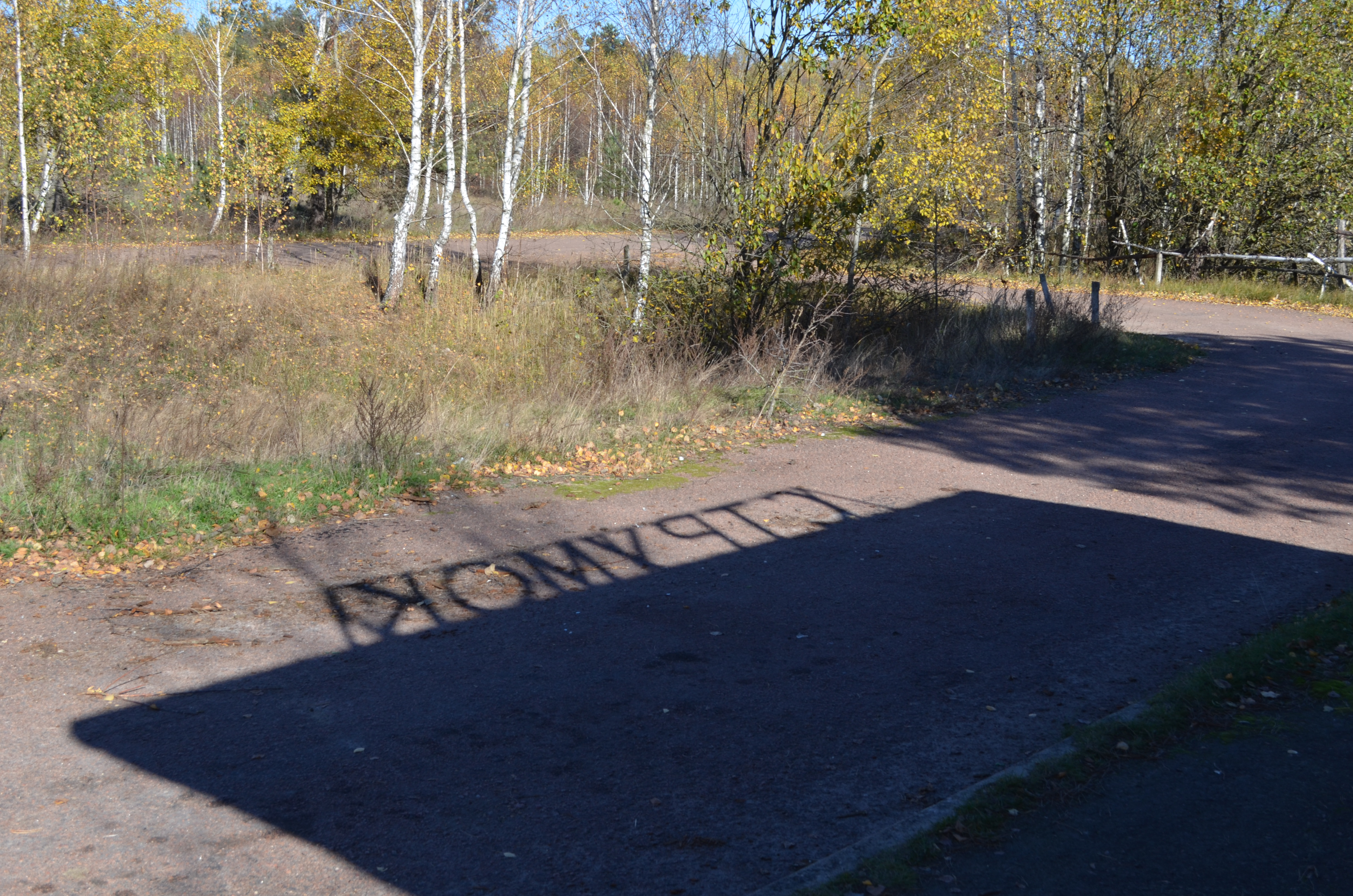
Тінь від автобусної зупинки
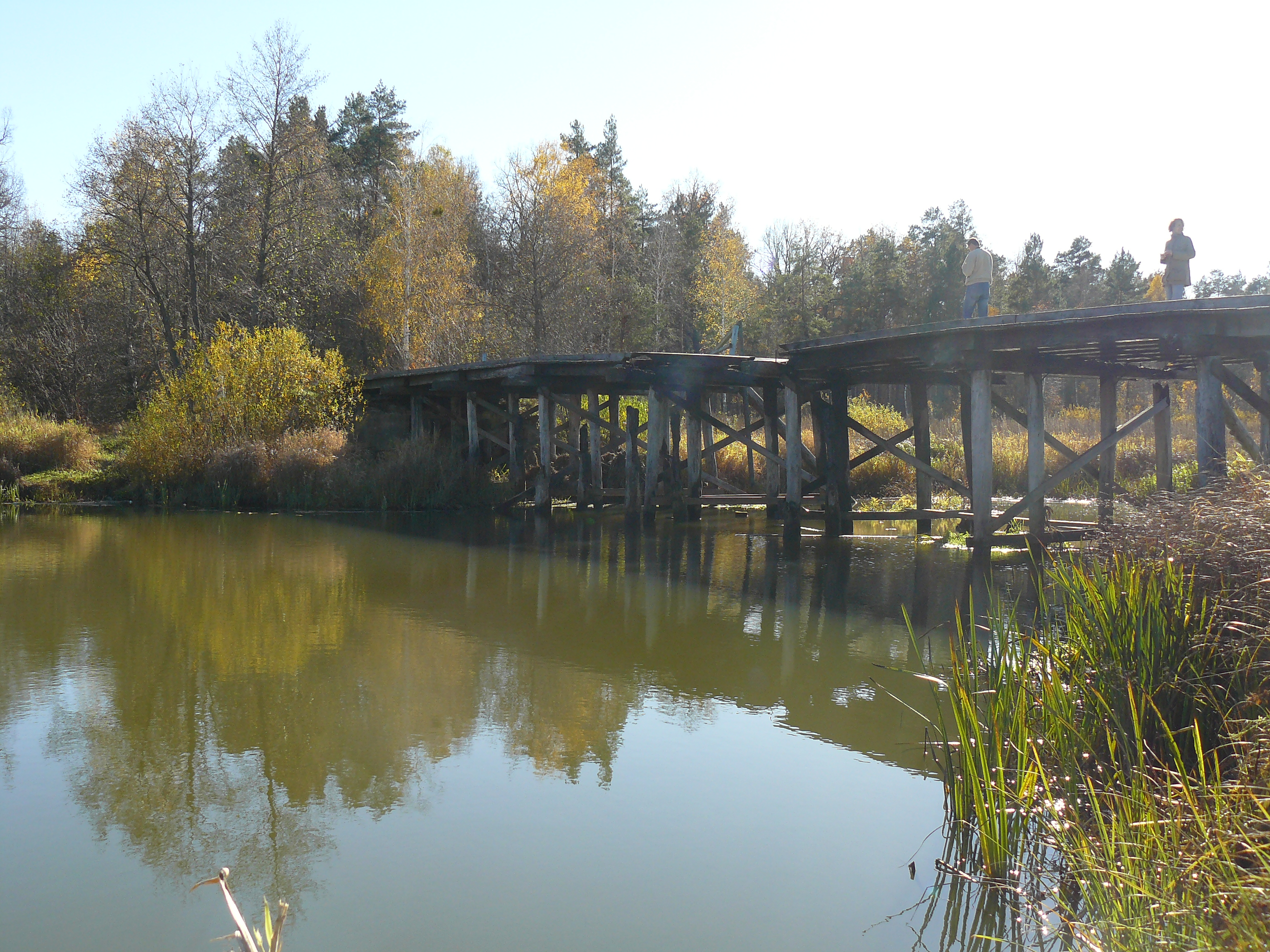
Спалений міст через річку Уж неподалік села
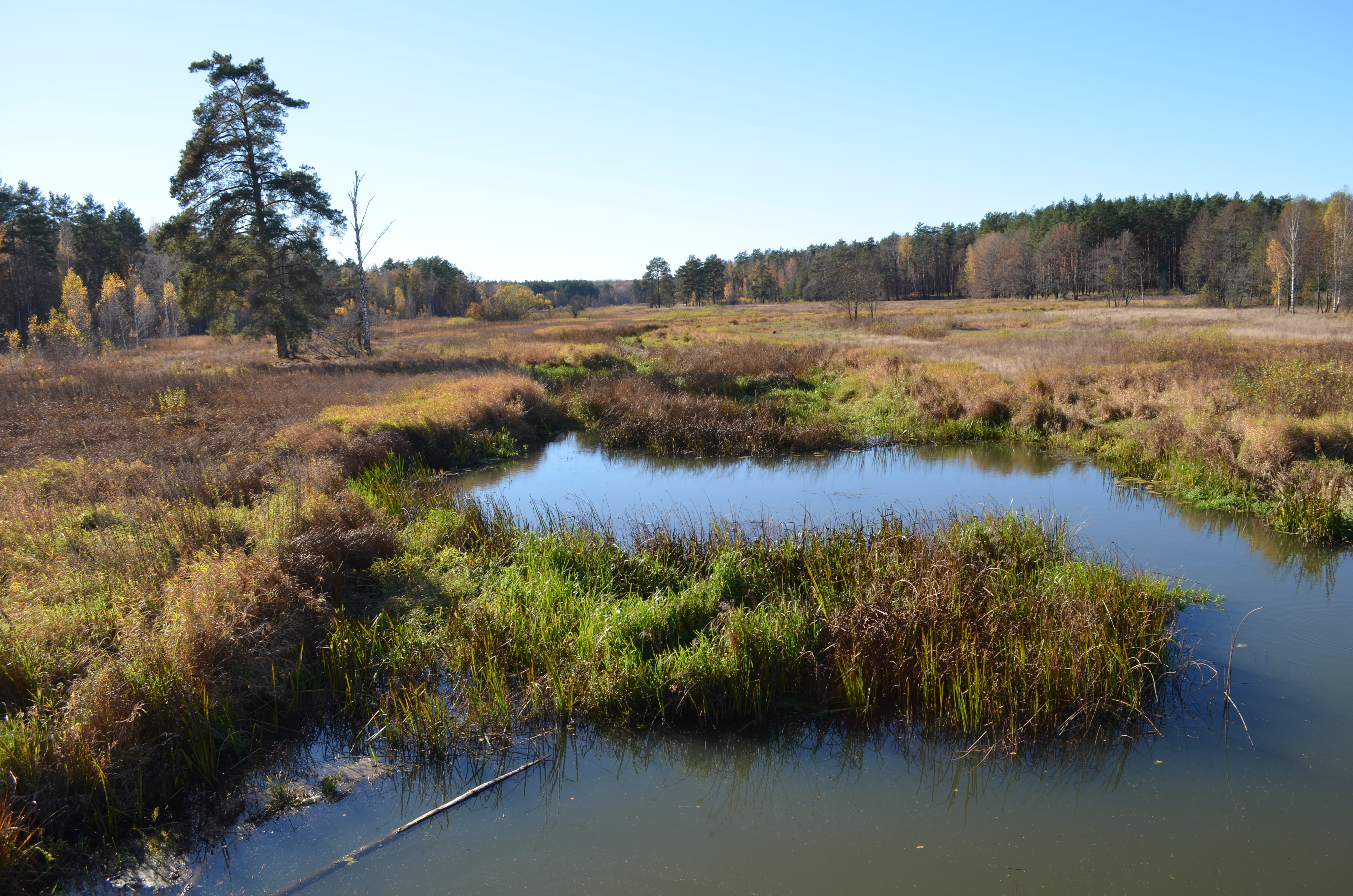
Річка Уж у районі моста